# Керстенцы
Ке́рстенцы (укр. Керстенці, рум. Cristinești) — село в Недобоевской сельской общине Днестровского района Черновицкой области Украины.
До 2020 года входило в Хотинский район
Первое документальное упоминание села 3 ноября 1433 г.
Население по переписи 2001 года составляло 1448 человек. Почтовый индекс — 60050. Телефонный код — 3731. Код КОАТУУ — 7325083201.